# Athlétisme aux Jeux d'Amérique centrale et des Caraïbes de 1982
Navigation
Medellín 1978 Santiago de los Caballeros 1986
Les épreuves d'athlétisme des Jeux d'Amérique centrale et des Caraïbes de 1982 ont eu lieu  à La Havane, à Cuba. 

## Résultats

### Hommes
| Épreuve | Or                                                                | Or              | Argent                                                   | Argent          | Bronze                                                                          | Bronze          |
| --- | ----------------------------------------------------------------- | --------------- | -------------------------------------------------------- | --------------- | ------------------------------------------------------------------------------- | --------------- |
| 100 m | Leandro Peñalver Cuba                                             | 10 s 16         | Osvaldo Lara Cuba                                        | 10 s 26         | Juan Núñez République dominicaine                                               | 10 s 33         |
| 200 m | Leandro Peñalver Cuba                                             | 20 s 42         | Osvaldo Lara Cuba                                        | 20 s 94         | Juan Núñez République dominicaine                                               | 21 s 04         |
| 400 m | Bert Cameron Jamaïque                                             | 45 s 10         | Agustín Pavó Cuba                                        | 45 s 87         | Carlos Reyté Cuba                                                               | 46 s 34         |
| 800 m | Alberto Juantorena Cuba                                           | 1 min 45 s 15   | William Wuycke Venezuela                                 | 1 min 45 s 75   | Bárbaro Serrano Cuba                                                            | 1 min 46 s 66   |
| 1 500 m | Eduardo Castro Mexique                                            | 3 min 41 s 84   | Luis Medina Cuba                                         | 3 min 41 s 92   | Ignacio Melesio Mexique                                                         | 3 min 42 s 03   |
| 5 000 m | Eduardo Castro Mexique                                            | 14 min 11 s 05  | Luis Medina Cuba                                         | 14 min 24 s 81  | Lucirio Garrido Venezuela                                                       | 14 min 24 s 94  |
| 10 000 m | Aldo Allen Cuba                                                   | 30 min 13 s 12  | Enrique Aquino Mexique                                   | 30 min 15 s 35  | José Alcalá Mexique                                                             | 30 min 28 s 04  |
| Marathon | Jorge González Porto Rico                                         | 2 h 26 min 40 s | Radamés González Cuba                                    | 2 h 28 min 12 s | Miguel Cruz Mexique                                                             | 2 h 30 min 37 s |
| 3 000 m steeple | José Cobo Cuba                                                    | 8 min 49 s 52   | Lucirio Garrido Venezuela                                | 8 min 52 s 50   | Pedro Guibert Cuba                                                              | 8 min 58 s 08   |
| 110 m haies | Alejandro Casañas Cuba                                            | 13 s 38         | Juan Saborit Cuba                                        | 13 s 91         | Modesto Castillo République dominicaine                                         | 13 s 95         |
| 400 m haies | Frank Montiéh Cuba                                                | 50 s 64         | Jorge Batista Cuba                                       | 50 s 98         | Greg Rolle Bahamas                                                              | 51 s 18         |
| Saut en hauteur | Francisco Centelles Cuba                                          | 2,25 m          | Steve Wray Bahamas                                       | 2,17 m          | Clarence Saunders Bermudes                                                      | 2,17 m          |
| Saut à la perche | Rubén Camino Cuba                                                 | 5,00 m          | José Echevarría Cuba                                     | 5,00 m          | Miguel Escoto Mexique                                                           | 4,90 m          |
| Saut en longueur | Delroy Poyser Jamaïque                                            | 7,90 m          | Wilfredo Almonte République dominicaine                  | 7,82 m          | Steve Hanna Bahamas                                                             | 7,80 m          |
| Triple saut | Steve Hanna Bahamas                                               | 16,73 m         | Lázaro Betancourt Cuba                                   | 16,64 m         | Jorge Reyna Cuba                                                                | 16,61 m         |
| Lancer du poids | Luis Delís Cuba                                                   | 18,88 m         | Radai Mendoza Porto Rico                                 | 16,21 m         | Paul Ruiz Cuba                                                                  | 16,14 m         |
| Lancer du disque | Luis Delís Cuba                                                   | 70,20 m         | Brad Cooper Bahamas                                      | 66,72 m         | Juan Martínez Cuba                                                              | 62,82 m         |
| Lancer du marteau | Genovevo Morejón Cuba                                             | 67,10 m         | Alfredo Luis Cuba                                        | 66,14 m         | Andrés Polemil République dominicaine                                           | 56,14 m         |
| Lancer du javelot | Dionisio Quintana Cuba                                            | 82,40 m         | Amado Morales Porto Rico                                 | 79,36 m         | Antonio González Cuba                                                           | 74,86 m         |
| Décathlon | Liston Boschette Porto Rico                                       | 7 349           | Guillermo Sánchez Mexique                                | 7 345           | Carlos Palacios Cuba                                                            | 7 236           |
| 20 km marche | Ernesto Canto Mexique                                             | 1 h 29 min 22 s | Raúl González Mexique                                    | 1 h 31 min 27 s | Alfredo Garrido Cuba                                                            | 1 h 39 min 00 s |
| 50 km marche | Félix Gómez Mexique                                               | 4 h 05 min 03 s | Raúl González Mexique                                    | 4 h 10 min 34 s | David Castro Cuba                                                               | 4 h 43 min 53 s |
| 4 × 100 m | Cuba Osvaldo Lara Alejandro Casañas Leandro Peñalver Juan Saborit | 39 s 15         | Jamaïque Joseph Boyd Carl Laing Leroy Reid Floyd Brown   | 39 s 94         | République dominicaine Juan Contreras Wilfredo Almonte Juan Núñez Gerardo Suero | 40 s 11         |
| 4 × 400 m | Cuba Agustín Pavó Carlos Reyté Roberto Ramos Alberto Juantorena   | 3 min 03 s 59   | Jamaïque Floyd Brown Mark Senior Bert Cameron Karl Smith | 3 min 04 s 78   | Trinité-et-Tobago Michael Puckerin Joseph Coombs Ali St. Louis Andrew Bruce     | 3 min 08 s 20   |
| Records et Performances - AR : Record continental (area record) - CR : Record des championnats (championship record) - MR : Record du meeting (meet record) - NR : Record national (national record) - OR : Record olympique (olympic record) - PR : Record paralympique (paralympic record) - PB : Record personnel (personal best) - SB : Meilleure performance personnelle de la saison (season's best) - WL : Meilleure performance mondiale de l'année (world leader) - WJR : Record du monde junior (world junior record) - WR : Record du monde (world record) Circonstances et Conditions - DNF : N'a pas terminé (did not finish) - DNS : N'a pas pris le départ (did not start) - DQ : Disqualification (disqualification) - NM : Aucun essai valable enregistré (No Mark) - Q : Qualifié « directement » au prochain tour (ou à la prochaine compétition), lors d'une compétition majeure, grâce au classement ou à la réalisation des minima (automatic qualifier) - q : Qualifié au prochain tour (ou à la prochaine compétition), lors d'une compétition majeure, grâce au repêchage ou à la réalisation de l'une des meilleures performances parmi celles des « non qualifiés directement » (grâce au meilleur temps ou à la meilleure distance par exemple) (secondary qualifier) |                                                                   |                 |                                                          |                 |                                                                                 |                 |

### Femmes
| Épreuve | Or                       | Or            | Argent                                  | Argent        | Bronze                              | Bronze        |
| --- | ------------------------ | ------------- | --------------------------------------- | ------------- | ----------------------------------- | ------------- |
| 100 m | Luisa Ferrer Cuba        | 11 s 55       | Janice Bernard Trinité-et-Tobago        | 11 s 57       | Marie Lande Mathieu Porto Rico      | 11 s 63       |
| 200 m | Luisa Ferrer Cuba        | 23 s 44       | Angela Williams Trinité-et-Tobago       | 23 s 75       | Marie Lande Mathieu Porto Rico      | 23 s 83       |
| 400 m | June Griffith Guyana     | 51 s 89       | Mercedes Álvarez Cuba                   | 52 s 32       | Cathy Rattray Jamaïque              | 52 s 39       |
| 800 m | Nery McKeen Cuba         | 2 min 04 s 22 | Angelita Lind Porto Rico                | 2 min 04 s 24 | María Ribeaux Cuba                  | 2 min 04 s 47 |
| 1 500 m | Angelita Lind Porto Rico | 4 min 25 s 94 | Sergia Martínez Cuba                    | 4 min 26 s 69 | Alicia Diffourt Cuba                | 4 min 27 s 96 |
| 3 000 m | Sergia Martínez Cuba     | 9 min 37 s 32 | Marisela Rivero Venezuela               | 9 min 38 s 40 | María Cuesta Cuba                   | 9 min 41 s 66 |
| 100 m haies | Grisel Machado Cuba      | 13 s 18       | Marisela Peralta République dominicaine | 14 s 07       | June Caddle Barbade                 | 14 s 08       |
| 400 m haies | Sandra Farmer Jamaïque   | 58 s 15       | Mercedes Mesa Cuba                      | 58 s 65       | Stephanie Vega Porto Rico           | 59 s 11       |
| Saut en hauteur | Silvia Costa Cuba        | 1,90 m        | Angela Carbonell Cuba                   | 1,81 m        | Iraima Parra Venezuela              | 1,78 m        |
| Saut en longueur | Eloína Echevarría Cuba   | 6,53 m        | Shonel Ferguson Bahamas                 | 6,47 m        | Madeline de Jesús Porto Rico        | 6,47 m        |
| Lancer du poids | María Elena Sarría Cuba  | 19,36 m       | Rosa Fernández Cuba                     | 17,54 m       | Luz Bohórquez Venezuela             | 13,63 m       |
| Lancer du disque | María Betancourt Cuba    | 63,76 m       | Carmen Romero Cuba                      | 61,98 m       | Yunaira Piña Venezuela              | 46,86 m       |
| Lancer du javelot | María Caridad Colón Cuba | 62,80 m       | Mayra Vila Cuba                         | 60,22 m       | Marieta Riera Venezuela             | 51,50 m       |
| Heptathlon | Elida Aveillé Cuba       | 5 579 pts     | Victoria Despaigne Cuba                 | 5 210 pts     | Leyda Castro République dominicaine | 5 123 pts     |
| 4 × 100 m | Trinité-et-Tobago        | 44 s 86       | Jamaïque                                | 45 s 77       | Cuba                                | 45 s 85       |
| 4 × 400 m | Cuba                     | 3 min 35 s 22 | Porto Rico                              | 3 min 36 s 52 | Jamaïque                            | 3 min 37 s 86 |
| Records et Performances - AR : Record continental (area record) - CR : Record des championnats (championship record) - MR : Record du meeting (meet record) - NR : Record national (national record) - OR : Record olympique (olympic record) - PR : Record paralympique (paralympic record) - PB : Record personnel (personal best) - SB : Meilleure performance personnelle de la saison (season's best) - WL : Meilleure performance mondiale de l'année (world leader) - WJR : Record du monde junior (world junior record) - WR : Record du monde (world record) Circonstances et Conditions - DNF : N'a pas terminé (did not finish) - DNS : N'a pas pris le départ (did not start) - DQ : Disqualification (disqualification) - NM : Aucun essai valable enregistré (No Mark) - Q : Qualifié « directement » au prochain tour (ou à la prochaine compétition), lors d'une compétition majeure, grâce au classement ou à la réalisation des minima (automatic qualifier) - q : Qualifié au prochain tour (ou à la prochaine compétition), lors d'une compétition majeure, grâce au repêchage ou à la réalisation de l'une des meilleures performances parmi celles des « non qualifiés directement » (grâce au meilleur temps ou à la meilleure distance par exemple) (secondary qualifier) |                          |               |                                         |               |                                     |               |

## Tableau des médailles
| Rang | Nation                 | Or | Argent | Bronze | Total |
| ---- | ---------------------- | -- | ------ | ------ | ----- |
| 1    | Cuba                   | 27 | 19     | 14     | 60    |
| 2    | Mexique                | 4  | 4      | 4      | 12    |
| 3    | Porto Rico             | 3  | 4      | 4      | 11    |
| 4    | Jamaïque               | 3  | 3      | 2      | 8     |
| 5    | Bahamas                | 1  | 3      | 2      | 6     |
| 6    | Trinité-et-Tobago      | 1  | 2      | 1      | 4     |
| 7    | Guyana                 | 1  | 0      | 0      | 1     |
| 8    | Venezuela              | 0  | 3      | 5      | 8     |
| 9    | République dominicaine | 0  | 2      | 6      | 8     |
| 10   | Barbade                | 0  | 0      | 1      | 1     |
| 10   | Bermudes               | 0  | 0      | 1      | 1     |